# Cynoglossus sealarki
Cynoglossus sealarki är en fiskart som beskrevs av Regan, 1908. Cynoglossus sealarki ingår i släktet Cynoglossus och familjen Cynoglossidae. Inga underarter finns listade i Catalogue of Life.